# Lindsey Coulson
Lindsey A. Coulson es una actriz inglesa, más conocida por sus numerosas participaciones en obras musicales y por haber interpretado a Carol Branning en la serie EastEnders. 

## Biografía
Es hija de George T. Coulson y de Mavis M. V. Pomfrett, tiene una hermana menor Clare J. Coulson-Perring y un hermano menor Andrew J. Coulson. Sus abuelos paternos fueron Percy Robert Coulson y Elizabeth May Levey, y los maternos Alfred Ernest Pomfrett y Violet Agnes Harding. Antes de convertirse en actriz Lindsey trabajó como estilista por casi seis años.
Es muy buena amiga de las actrices Maggie O'Neill y Diane Parish.
En mayo de 1989 se casó con el agente de espectáculos Philip Chard, la pareja le dio la bienvenida su primera hija, Molly Clare Chard en septiembre de 1993. La pareja se divorció en 1996.
Poco después Lindsey comenzó a salir con el psicoterapeuta Harry A. Harris, la pareja le dio la bienvenida a su primera hija juntos, Grace Elizabeth Harris en agosto de 1999 y en julio del 2002 se casaron. Harry es el hermano de la actriz Patsy Palmer.

## Carrera
En teatro apareció en la obra "Hamlet" donde interpretó a la embarazada Ophelia y en el 2009 apareció en la obra "Three More Sleepless Nights" en el National Theatre.
En 1989 hizo su debut en la televisión cuando apareció en la serie A Bear Behind donde interpretó a Lindsey, quien junto a su amigo, un oso llamado Boz viajaron por el país.
El 16 de noviembre de 1993 obtuvo su primer papel importante en la televisión cuando se unió al elenco de la exitosa serie británica EastEnders donde interpretó a Carol Branning-Jackson. En 1997 Lindsey decidió irse de la serie para tener otras opciones de trabajo, sin embargo regresó brevemente en 1999 donde apareció por tres meses antes de volver a irse, más tarde regresó a la serie de forma permanente el 15 de febrero de 2010 y su última aparición fue el 2 de octubre de 2015 después de que su personaje decidiera irse de Walford.
En 1998 se unió al elenco de la serie médica Out of Hours junto a John McArdle donde interpretó a la Doctora Cathy Harding, sin embargo después de la primera temporada la serie fue cancelada. 
Entre el 2001 y 2006 Lindsey apareció en series como Judge John Deed, Dalziel and Pascoe, The Inspector Lynley Mysteries, The Street, Where the Heart Is, The Last Detectives, Feather Boy, Paradise Heights donde interpretó a Claire Eustace, Clocking Off donde dio vida a Bev Ratcliffe y en las series Manchild y M.I.T.: Murder Investigation Team donde apareció de forma recurrente como Cheryl y Rosie MacManus respectivamente. 
En el 2002 interpretó a Georgie en el film aclamado AKA, el cual fue mostrado en el festival Robert Redford's Sundance en el 2003.
En el 2016 se unió al elenco principal de la serie The Level donde interpretará a Michelle Newman.

## Filmografía

### Series de televisión
| Año             | Título                            | Personaje          | Notas                          |
| --------------- | --------------------------------- | ------------------ | ------------------------------ |
| 2016 - presente | The Level                         | Michelle Newman    | -                              |
| 1993 - 2015     | EastEnders                        | Carol Branning     | 913 episodios                  |
| 2010            | Material Girl                     | Christine          | episodio # 1.5                 |
| 2008            | Doctor Who                        | Val Cane           | episodio Medianoche            |
| 2007            | Casualty                          | Kate Villiers      | 2 episodios                    |
| 2007            | New Tricks                        | Caroline Baker     | episodio "Nine Lives"          |
| 2006            | Heartbeat                         | Deirdre Brow       | episodio "Hearts and Flowers"  |
| 2006            | The Inspector Lynley Mysteries    | Hester Reed        | episodio "Chinese Walls"       |
| 2006            | The Street                        | Ann Peterson       | episodio "The Flasher"         |
| 2005            | Where the Heart Is                | Rebecca Pope       | episodio "Brief Encounters"    |
| 2005            | The Last Detectives               | Cathy Moore        | episodio "Towpaths of Glory"   |
| 2003 - 2005     | M.I.T.: Murder Investigation Team | Rosie MacManus     | 12 episodios                   |
| 2004            | Feather Boy                       | Annie Nobel        | 6 episodios                    |
| 2002 - 2003     | Manchild                          | Cheryl             | 12 episodios                   |
| 2002            | Dalziel and Pascoe                | Sue Blackstone     | episodio "Sins of the Fathers" |
| 2002            | Paradise Heights                  | Claire Eustace     | 6 episodios                    |
| 2001            | Judge John Deed                   | Angela Cootes      | episodio "Duty of Care"        |
| 2001            | Clocking Off                      | Bev Ratcliffe      | 6 episodios                    |
| 2000            | Urban Gothic                      | Annie              | episodio "Old Nick"            |
| 1998            | Out of Hours                      | Dra. Cathy Harding | 6 episodios                    |
| 1990            | A Bear Behind                     | Lindsey            | episodio del 15 de octubre     |

### Películas
| Año  | Título                     | Personaje             | Notas                                                  |
| ---- | -------------------------- | --------------------- | ------------------------------------------------------ |
| 2006 | The Girls Who Came to Stay | Julie Jenkins         | junto a Alun Armstrong & Samantha Robinson             |
| 2005 | The Stepfather             | Maggie Shields        | junto a Philip Glenister & Graeme Hawley               |
| 2004 | She's Gone                 | Joanna Sands          | junto a Ray Winstone & Anastasia Griffith              |
| 2004 | Every Time You Look at Me  | Kath                  | junto a Stuart Laing & Phaldut Sharma                  |
| 2003 | Danielle Cable: Eyewitness | Ann Cable             | junto a Joanne Froggatt & Bill Paterson                |
| 2002 | Dead Air                   | Lucy                  | corto - junto a Daniel Strauss                         |
| 2002 | The Stretford Wives        | Lynda Massey Richards | junto a Fay Ripley, Claire Rushbrook & Joanne Froggatt |
| 2002 | AKA                        | Georgie               | junto a Bill Nighy, Blake Ritson & Matthew Leitch      |

## Premios y nominaciones
| Año  | Categoría                 | Premio                    | Serie      | Resultado |
| ---- | ------------------------- | ------------------------- | ---------- | --------- |
| 2014 | Best Soap Actress         | TV Choice Award           | EastEnders | Ganadora  |
| 2014 | Best Actress              | British Soap Award        | EastEnders | Nominada  |
| 2014 | Best Dramatic Performance | British Soap Award        | EastEnders | Nominada  |
| 2014 | Best Actress              | Inside Soap Award         | EastEnders | Nominada  |
| 2011 | Serial Drama Performer    | National Television Award | EastEnders | Nominada  |
| 2011 | Best Dramatic Performance | British Soap Award        | EastEnders | Nominada  |
| 2001 | Best Actress              | British Soap Awards       | EastEnders | Nominada  |
| 2000 | Best Dramatic Performance | British Soap Awards       | EastEnders | Ganadora  |